# 354 î.Hr.

## Nașteri
- dată necunoscută: Bucefal  (d. 325 î.Hr.)

## Decese
- dată necunoscută: Xenofon istoric, soldat și mercenar grec (n. 430 î.Hr.)